# 高橋義信 (政治家)

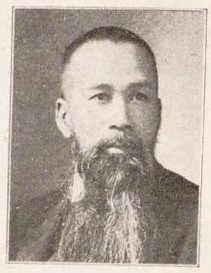
高橋義信

高橋 義信（たかはし よしのぶ、1864年6月4日（元治元年5月1日） - 1929年（昭和4年）12月23日）は、明治から大正時代の政治家。衆議院議員。

## 経歴
高橋敬吾の弟として、美濃国安八郡、のちの岐阜県安八郡川並村（現大垣市）に生まれる。1902年（明治35年）10月、分家する。漢学を修めた。また、日清戦争に従軍した。
上京し、下谷区会議員、同議長、東京市会議員、同参事会員、東京府会議員を務めた。ほか、揖斐川電力監査役となった。
1908年（明治41年）5月の第10回衆議院議員総選挙では岐阜県郡部から選出された大熊三之助の刑確定に伴い実施された補欠選挙に出馬して当選。つづく第11回総選挙では岐阜県郡部から出馬し当選した。
1920年（大正9年）5月の第14回衆議院議員総選挙では東京府第8区から出馬し当選。衆議院議員を通算3期務めた。